# MARTINI (campo di forza)
Nell'ambito della meccanica molecolare, Martini è un campo di forza a grana molto grossa (coarse-grained force field) sviluppato nel 2004 da Marrink e collaboratori presso l'Università di Groninga. In un primo momento ha trovato applicazione nella simulazione della dinamica molecolare dei lipidi; solo in seguito (2007) è stato esteso anche ad altre molecole. Questo campo di forza viene rappresentato attraverso delle figure sferiche dette "biglie", in cui sono raffigurati quattro atomi pesanti con i relativi atomi di idrogeno, ed è parametrizzato con l'obiettivo di riprodurre accuratamente le proprietà termodinamiche.

## Modello teorico
Per il campo di forza Martini sono state definite 4 categorie di biglie: Q (carico), P (polare), N (non polare) e C (apolare); ciascuna biglia inoltre può appartenere a 4 o 5 livelli diversi, per un totale di 20 tipi di biglie differenti. Per le interazioni tra le biglie, sono definiti 10 diversi livelli d'interazione (O-IX). 
Nel modello, inoltre, sono disponibili 3 dimensioni diverse di biglie: normali (mappatura 4:1), taglia S (piccola, mappatura 3:1) o T (minuscola, mappatura 2:1); la scelta della dimensione dipende essenzialmente dal tipo di molecola in esame, in quanto le biglie S sono utilizzate principalmente nelle strutture ad anello, mentre quelle T sono utilizzate solo negli acidi nucleici. Le interazioni di legame (legami, angoli, diedri ecc...) hanno valori basati su simulazioni atomiche di strutture cristalline.

## Uso
Il campo di forza Martini è diventato uno dei campi di forza a grana grossa più utilizzati nell'ambito delle simulazioni di dinamica molecolare per le biomolecole. Il campo di forza è stato implementato in tre principali codici di simulazione: Gromacs, GROMOS e NAMD. Tra i successi di maggiori rilievo del campo Martini rientrano le simulazioni del clustering della sintassina-1A, le simulazioni dell'apertura dei canali meccanosensibili (MscL) e la simulazione del partizionamento dei domini nei peptidi di membrana.

## Set di parametri

### Lipidi
I primi articoli descrivevano i parametri per acqua, alcani semplici, solventi organici, tensioattivi, una vasta gamma di lipidi e colesterolo. Essi erano in grado di riprodurre in maniera semiquantitativa la transizione di fase del doppio strato fosfolipidico ed altre sue proprietà, così come comportamenti più complessi.

### Proteine
Parametri compatibili con le proteine sono stati introdotti da Monticelli et al.. Le proteine nel modello del campo Martini sono spesso simulate in combinazione con una rete elastica, come Elnedyn, che preserva l'integrità della struttura complessiva: gli elementi della struttura secondaria, come le alfa eliche e i foglietti beta, sono pertanto bloccati. L'uso della rete elastica, tuttavia, limita l'applicazione del campo di forza Martini per lo studio di grandi cambiamenti di conformazione, come ad esempio il ripiegamento proteico. L'approccio GoMARTINI introdotto da Poma et al. nel 2017 rimuove, però, questa limitazione.

### Carboidrati
Parametri compatibili sono stati pubblicati nel 2009.

### Acidi nucleici
Parametri compatibili sono stati pubblicati per il DNA nel 2015 e l'RNA nel 2017.

### Altro
Parametri per diverse altre molecole, tra cui fullerene e vari polimeri, sono disponibili sul sito web Martini.